# Ревданда
Ревданда (маратхи रेवदंडा) — деревня в Индии вблизи города Алибаг, в округе Райгад, в штате Махараштра.
В Средневековье на месте Ревданды в составе Бахманийского султаната находился порт Чаул, в котором в 1468 году на индийскую землю ступил Афанасий Никитин..
В 2000 году в Ревданде был заложен памятник Афанасию Никитину. Открытие памятника состоялось 17 января 2002 года.